# Kampioenschap van Vlaanderen 1958
Il Kampioenschap van Vlaanderen 1958, quarantatreesima edizione della corsa, si svolse l'11 settembre 1958 su un percorso di 150 km, con partenza e arrivo a Koolskamp. Fu vinto per la terza volta consecutiva dal belga Leon Van Daele della Faema-Guerra davanti ai suoi connazionali Roger De Corte e Rene Mertens.

## Ordine d'arrivo (Top 10)
| Pos. | Corridore      | Squadra              | Tempo    |
| ---- | -------------- | -------------------- | -------- |
| 1    | Leon Van Daele | Faema-Guerra         | 3h47'00" |
| 2    | Roger De Corte | Groene Leeuw-Leopold | a 10"    |
| 3    | Rene Mertens   | Groene Leeuw-Leopold | s.t.     |
| 4    | Firmin Bral    | Van Eenaeme-Coppi    | s.t.     |
| 5    | Roger Rosselle | Groene Leeuw-Leopold | s.t.     |
| 6    | Frans Loyaerts | Thompson             | s.t.     |
| 7    | Gilbert Desmet | Faema-Guerra         | s.t.     |
| 8    | Andre Vlayen   | Elve-Peugeot-Marvan  | s.t.     |